# Santa Cruz do Sul
Santa Cruz do Sul est une municipalité du Centre-Est de l'État du Rio Grande do Sul faisant partie de la microrégion de Santa Cruz do Sul et située à 150 km à l'ouest de Porto Alegre, capitale de l'État. Elle se situe à une latitude de 29° 43′ 03″ sud et à une longitude de 52° 25′ 33″ ouest, à une altitude de 122 mètres. Sa population était estimée à 115 857, pour une superficie de 733 km2. On y accède par les BR-287, BR-471, et RS-409.

## Histoire
Santa Cruz do Sul est un des principaux centres de colonisation allemande de l'État du Rio Grande do Sul. Les premiers habitants de la bourgade sont originaires des régions du Rhin et de la Silésie, et s'y sont installés en 1849. Ils s'établissent dans la colonie de Picada Velha, connue aujourd'hui par le nom de Linha Santa Cruz. Entre 1854 et 1855, la bourgade de Faxinal de João Maria a été peuplée, donnant naissance à la ville actuelle. La ville a été officiellement créée en 31 mars 1877.

## Économie
Connue par la culture et l'industrie du tabac, elle a attiré des entrepreneurs de plusieurs pays, principalement des États-Unis.

## Culture
Dans l'ensemble de l'année, Santa Cruz do Sul offre à ses visiteurs des événements mettant en valeur ses caractéristiques culturelles uniques, la plupart d'origine germanique, étant l'événement principal l'Oktoberfest qui a lieu dans le courant du mois d'Octobre.

## Édifices notables
La ville comprend la Cathédrale Saint-Jean-Baptiste

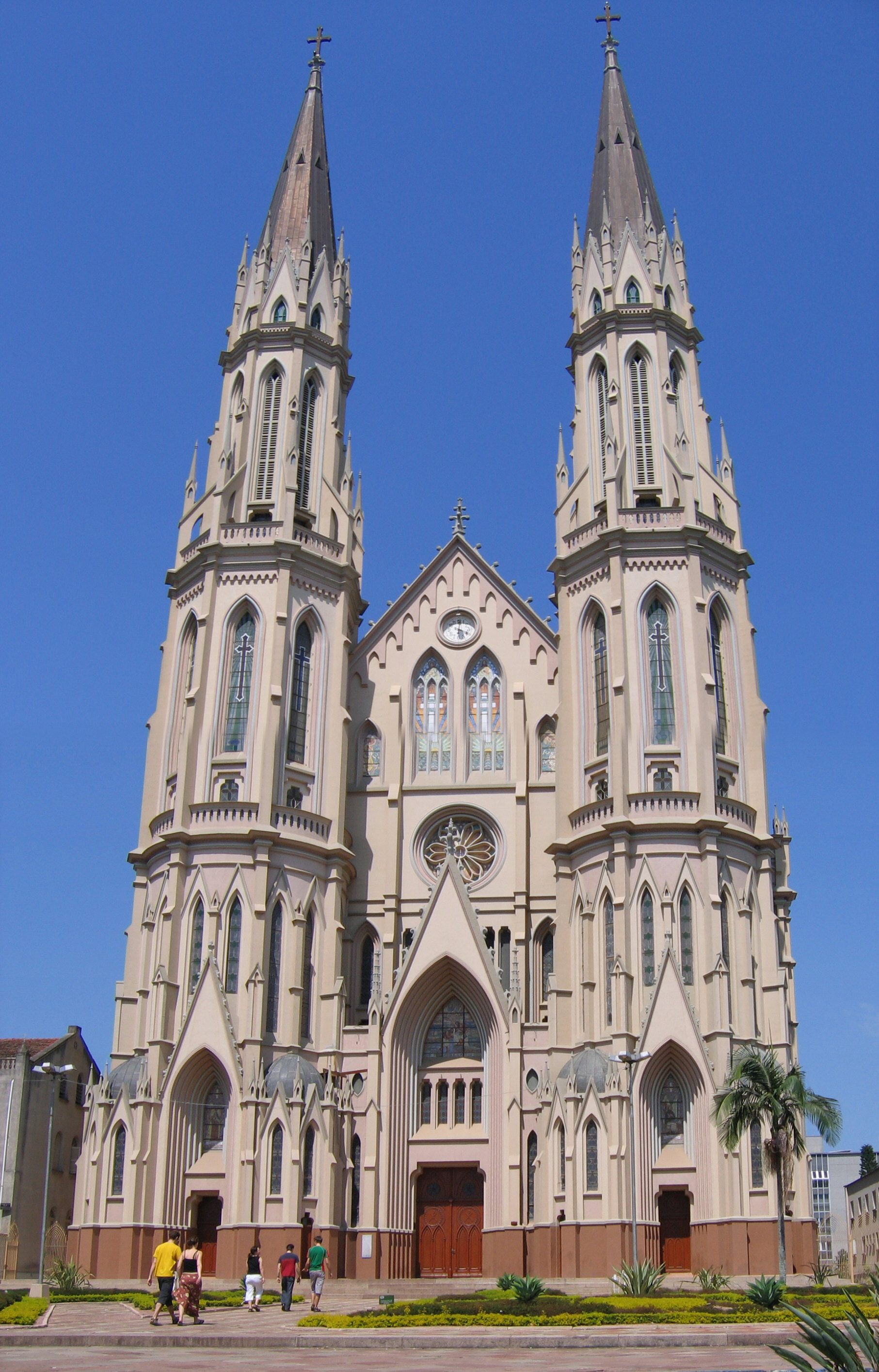